# نوانشهر
نوانشهر (به انگلیسی: Nawanshahr) یک منطقهٔ مسکونی در هند است که در پنجاب (هند) واقع شده‌است. نوانشهر ۴۶٬۰۲۳ نفر جمعیت دارد.